# Bludovice (Nový Jičín)
Bludovice (německy Blauensdorf, katastrální území Bludovice u Nového Jičína) jsou jednou z místních částí Nového Jičína. První písemná zmínka o Bludovicích je z roku 1302. V místní části se nachází Kaple sv. Michala, která byla postavena roku 1861 novojičínským stavitelem Tomášem Chytilem podle plánů Ferdinanda Neußera ze Salcburku, nad touto kaplí se nachází místní hřbitov. Do roku 2009 tudy procházela železniční trať 326, v jejíž trase dnes vede cyklostezka

## Název

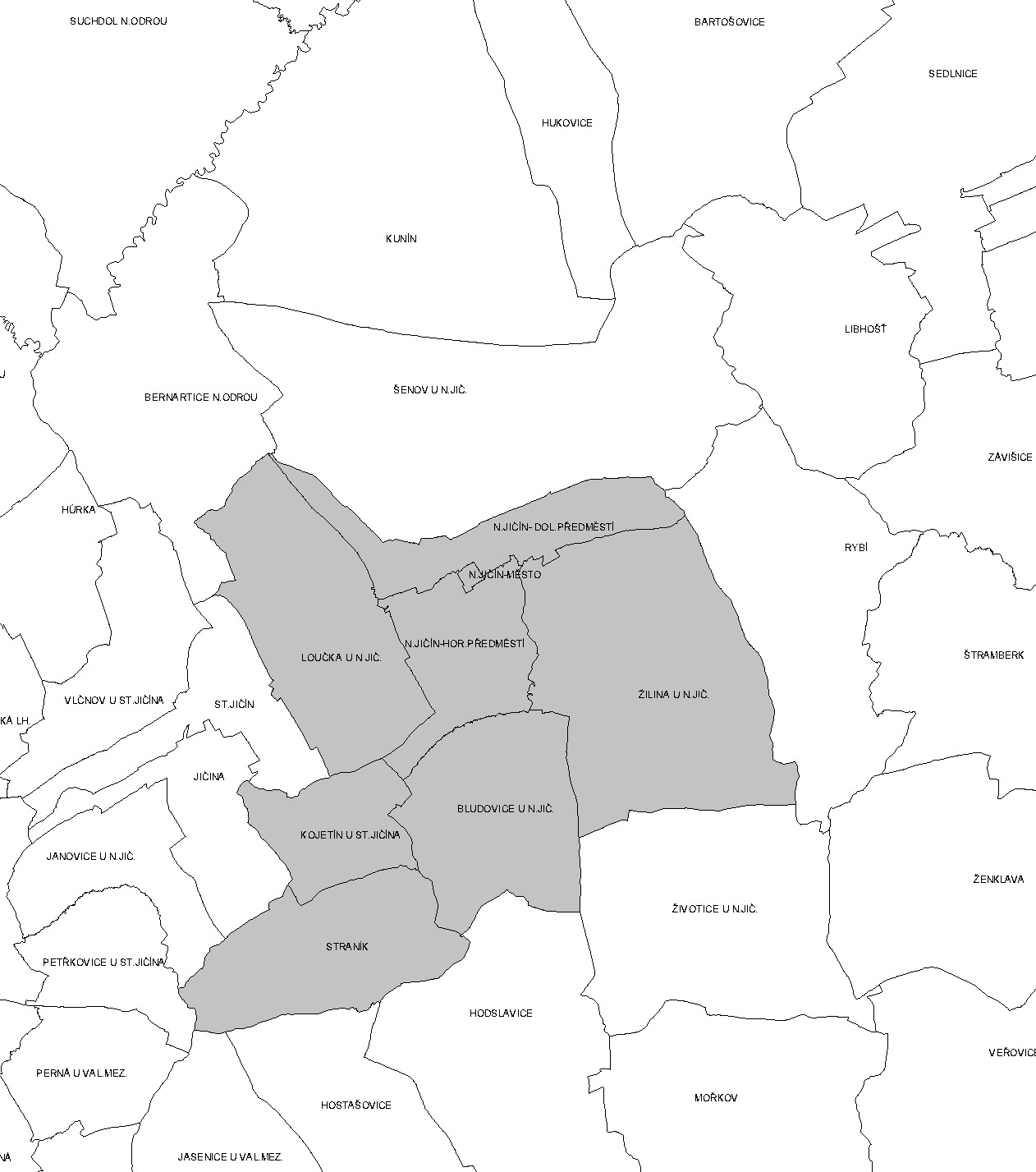
Katastrální území Nového Jičína

Nejstarší podoba jména Bludovici označovala obyvatele vsi, byla odvozena od osobního jména Blud a znamenala „Bludovi lidé“. Pojmenování pochází od Bluda z Trnávky z rodu Hücheswagenů (2. pol. 13. stol.).